# Sibiti
Sibiti – miasto w Kongu; stolica regionu Lékoumou; 19 tys. mieszkańców (2006). W mieście znajduje się port lotniczy Sibiti.